# Москва (транзисторный радиоприёмник)

Первая публикация в журнале "Радио"

«Москва» — самодельный карманный транзисторный радиоприёмник, разработанный московским инженером В. В. Плотниковым и представленный на конкурс журнала «Радио» в 1959 году. Приёмник Плотникова получил в конкурсе специальный приз за конструкцию, наиболее пригодную для повторения, и стал одной из самых популярных радиолюбительских конструкций в СССР. По просьбам читателей журналу «Радио» пришлось даже повторно опубликовать описание этого приёмника четыре года спустя.

## История

Изошутка по поводу ожиданий от конкурса

Один из клонов «Москвы». Здесь громкоговорителем служит телефонный капсюль, корпусом — мыльница, питание от дисковых аккумуляторов.

К концу 1950-х гг. советские радиолюбители уже были знакомы с полупроводниковыми приборами. Публиковалось немало популярной литературы и статей по теории и практике их применения, а также описаний законченных конструкций, прежде всего радиоприёмников разного уровня сложности. Промышленное же производство транзисторных приёмников задерживалось. В США первый коммерческий транзисторный приёмник поступил в продажу в 1954 году, за ним вскоре последовали европейские и японские массовые изделия, а в СССР дело всё еще ограничивалось опытными образцами и малыми партиями (см. Regency TR-1#Конкуренты).
Конкурс журнала «Радио» на лучшую любительскую конструкцию транзисторного радиоприёмника был объявлен в 1959 г. (условия стали известны в марте). Рассматривались приемники всех классов (стационарные, портативные, миниатюрные) а также их отдельные узлы. Журнал выражал надежду, что конкурс подтолкнёт, наконец, и промышленность к выпуску карманных приёмников. Итоги были опубликованы в ноябрьском номере журнала. На конкурс были представлены 64 конструкции, в том числе два карманных приёмника В. Плотникова — 4-транзисторная «Москва» и безымянный пятитранзисторный приёмник, оба прямого усиления. 40 конкурсных конструкций в том же году стали экспонатами XVI всесоюзной выставки творчества радиолюбителей, в том числе оба приёмника Плотникова. «Москва» была отмечена на конкурсе призом за конструкцию, наиболее пригодную для повторения, а пятитранзисторный приёмник на всесоюзной выставке получил третий приз в своей категории.
В том же № 11 за 1959 год  «Радио» опубликовал описания нескольких лучших карманных приёмников из числа представленных на конкурс. Из них именно «Москва», несмотря на скромные характеристики, привлекла внимание радиолюбителей настолько, что в 1963 году журналу пришлось снова напечатать его краткое описание. Появились усовершенствованные и видоизменённые варианты схемы, и долгое время «Москва» пользовалась популярностью у начинающих радиолюбителей и попадала в радиолюбительске пособия.
В начале 1960-х годов В. Плотников разработал схемы приёмников, которые выпускал московский школьный завод «Чайка» в виде наборов деталей для самостоятельной сборки (радиоконструкторов). Как и «Москва», это были простые приёмники прямого усиления с рефлексным каскадом, но несколько более совершенные.

## Конструкция
Приёмник «Москва» — прямого усиления, типа 2-V-3 (то есть имеет два каскада усиления высокой частоты и три — низкой), работает в диапазоне волн от 300 до 1800 м, то есть средних и длинных. Питание — от трёх элементов ФБС-0,25 (332, R10) общим напряжением 4,5 В. Размеры авторского варианта — 96×74×27 мм.
Приёмник собран на четырёх германиевых транзисторах по рефлексной схеме: второй каскад усилителя ВЧ служит одновременно первым каскадом усилителя звуковой частоты. Таким образом автор сэкономил один транзистор (а они были тогда дефицитны и недёшевы). Антенна — магнитная, на ферритовом стержне. Заряда батареи, по утверждению автора, хватало на два-три месяца при ежедневной работе по 2-3 часа.
В те годы радиолюбителям было очень сложно добыть малогабаритные узлы для своих карманных приёмников, поэтому приходилось делать их самим или использовать суррогаты. В приёмнике «Москва» в качестве конденсатора настройки использован керамический подстроечный конденсатор КПК-2 (не самый лучший вариант, но самый доступный), громкоговоритель сделан на основе микрофонного капсюля ДЭМШ, переключатель диапазонов и выключатель питания — самодельные, а регулятора громкости вовсе нет. Корпус изготовлен из листового оргстекла штамповкой на самодельном штампе. Многие радиолюбители, чтобы не тратить время на изготовление корпуса для своего карманного приёмника, покупали обычную пластмассовую мыльницу; эта практика даже обыграна в кинокомедии «Ключи от неба» 1964 года.